# Scott Stapp
Scott Alan Stapp, född Anthony Scott Flippen 8 augusti 1973, sångare i det amerikanska rockbandet Creed, och arbetar även på egen hand. Det första av hans soloalbum kom 2005 och heter The Great Divide vilket också var första singeln från skivan. Det andra albumet, Proof of Life, släpptes 2013.

## Diskografi
Studioalbum (solo)
- 2005 – The Great Divide
- 2013 – Proof of Life
- 2019 – The Space Between the Shadows

Livealbum (solo)
- 2017 – Live and Unplugged

Singlar (solo)
- 2004 – "Relearn Love"
- 2005 – "The Great Divide"
- 2006 – "Justify"
- 2006 – "Surround Me"
- 2013 – "Slow Suicide"
- 2013 – "Break Out"
- 2014 – "Dying to Live"
- 2015 – "Proof of Life"
- 2015 – "Only One"
- 2019 – "Purpose for Pain"
- 2019 – "Name"
- 2019 – "Face Of The Sun"
- 2019 – "Gone Too Soon"
- 2020 – "Survivor"
- 2021 – "Light Up The Sky" (ej i album)

Studioalbum (med Creed)
- 1997 – My Own Prison
- 1999 – Human Clay
- 2001 – Weathered
- 2009 – Full Circle